# Волжский политехнический институт
Волжский политехнический институт (ВПИ) является филиалом ФГОУ ВО "Волгоградский государственный технический университет в г. Волжский. Крупнейшее образовательное учреждение высшего образования города осуществляет подготовку по 12 направлениям бакалавриата, 1 направлению специалитета, 4 направлениям магистратуры по очной, очно-заочной и заочной формам обучения.
Волжский политехнический институт (филиал) Волгоградского государственного технического университета — многопрофильный вуз, готовящий инженерные и научные кадры в области строительства, машиностроения, химии, автоматизации, энергетики, информационных технологий, экономики и управления.
Волжский политехнический институт основан в 1965 г. как вечерний факультет Волгоградского политехнического института. С 1995 г. имеет статус филиала ВолгГТУ.

## Кадры
| всего преподавателей                 | 116 |
| ------------------------------------ | --- |
| из них                               |     |
| докторов наук                        | 16  |
| кандидатов наук                      | 66  |
| Почетных работников высшей школы     | 4   |
| Заслуженных работников высшей школы  | 1   |
| Заслуженных деятелей науки и техники | 1   |

К учебному процессу привлекаются также профессора московских, волгоградских и других ведущих вузов страны.
В ВПИ в настоящее время 15 аспирантов и 3 докторанта. За последние 10 лет защищено 67 диссертаций, в том числе пять диссертаций на соискание учёной степени доктора наук, при этом в 2019 году — 1 диссертация на соискание учёной степени доктора наук, 2 диссертации на соискание учёной степени доктора наук.
Контингент студентов всех форм обучения составляет около 2300 человек.

## История
Свою историю институт ведёт с 1965 года, когда был образован вечерний факультет Волгоградского политехнического института. Учебное заведение основано с целью удовлетворения растущих потребностей в кадрах для находящихся в городе предприятий химического комплекса. С 1994 года ВПИ (филиал) ВолгГТУ осуществляет подготовку специалистов по очной (дневной) и очно-заочной (вечерней) формам обучения, а с 2003 и по заочной. С 2010 г. открыта магистратура по четырём направлениям.
Вся большая и сложная работа по становлению и развитию института за 45 лет от вечернего факультета до ВПИ осуществлялась при непосредственной и активной деятельности в разные годы его первых руководителей: В. И. Карпова, А. П. Желтоногова, В. В. Ревебцова, Н. Г. Гуреева, многих преподавателей и сотрудников института.
В 2016 году к ВПИ был присоединён Волжский институт строительства и технологий (бывший филиал ВолгГАСУ).
В ноябре 2019 года было подписано соглашение о сотрудничестве с Волжским трубным заводом, на основании которого на базе ВПИ (филиал) ВолгГТУ открыта подготовка по направлению «Металлургия» с профилизацией в области обработки металлов давлением.

## Внеучебная деятельность
Студенты ВПИ (филиал) ВолгГТУ имеют возможность получить два высших образования одновременно, посещать занятия в собственных автошколе и лингвистическом центре, заниматься в оснащенном спортивном комплексе, реализовывать собственные проекты, стажироваться, творчески развиваться, путешествовать и оздоравливаться за счет средств вуза.
Политехники активно участвуют в престижных конкурсах, международных конференциях, олимпиадах, а сборная команда Волжского политехнического института является четырнадцатикратным чемпионом спартакиады города среди вузов, спортсмены ВПИ (филиал) ВолгГТУ участвуют и занимают призовые места на региональных и всероссийских соревнованиях. Кроме того, в институте работают различные студенческие организации и объединения: волонтерский центр, строительный, оперативный, педагогический и экологический отряды, студия «ВПИ-АРТ», профсоюзная организация, танцевальная студия, движение КВН.

## Дополнительное образование школьников
Лаборатория инженерного творчества РобИн является формой дополнительного образования школьников на базе ЦИФИ (Центра инноваций и физических исследований) Волжского политехнического института. Основная цель — формирование устойчивой мотивации к получению инженерного образования.
В настоящее время в РобИне обучаются более 150 школьников по 11 разнообразным программам — от «Экспериментатора» и «Программирования на Scratch» до «Программирования на языке Python» и «3D-моделирования». Ежегодно проводится конкурс — выставка РобИн, на которой ученики представляют свои проектные работы. Команда РобИн принимает участия во всех городских тематических мероприятиях, направленных на развитие инженерного творчества.